# Clarence Angier
Clarence Victor Angier (ur. 12 grudnia 1853 w Atlancie, zm. 4 marca 1926 tamże) – amerykański golfista, olimpijczyk z Saint Louis.
Angier startował jedynie na Igrzyskach Olimpijskich w Saint Louis w 1904 roku. Podczas tych igrzysk reprezentował swój kraj w zawodach indywidualnych mężczyzn. W pierwszej części eliminacji uzyskał 114 punktów, a w drugiej zdobył 112 punktów, a łącznie zgromadził ich 226; wynik ten dał mu 72. miejsce eliminacji (do Ralpha McKittricka (zwycięzcy eliminacji) stracił 63 punkty), lecz do następnej fazy eliminacji awansowało jedynie 32 golfistów, a tym samym Angier odpadł z rywalizacji, kończąc udział w igrzyskach na eliminacjach.
Jego jedyną żoną była Martha Louisa Eastman. Clarence zmarł w 1926 roku w wieku 72 lat, a Martha zmarła w 1944 roku, w wieku 87 lat.

Małżeństwo miało pięcioro dzieci (dwóch synów i trzy córki):
- Clarence Victor Angier, Jr. (ur. w 1880, zm. w 1936)
- John Angier (ur. w 1881, zm. ?)
- Marie Angier Smith (ur. w 1886, zm. ?)
- Hattie Lee Angier Jones (ur. w 1888, zm. ?)
- Martha Angier Stotesbury-Cutter (ur. w 1891, zm. w 1915)